# Kanton L’Argentière-la-Bessée
L’Argentière-la-Bessée ist seit 2015 ein französischer Wahlkreis im Arrondissement Briançon, im Département Hautes-Alpes und in der Region Provence-Alpes-Côte d’Azur. Er umfasst acht Gemeinden, Hauptort ist L’Argentière-la-Bessée.

## Gemeinden
Der Kanton besteht aus acht Gemeinden mit insgesamt 6582 Einwohnern (Stand: 1. Januar 2022) auf einer Gesamtfläche von 462,84 km²:
| Gemeinde                      | Einwohner 1. Januar 2022 | Fläche km² | Dichte Einw./km² | Code INSEE | Postleitzahl |
| ----------------------------- | ------------------------ | ---------- | ---------------- | ---------- | ------------ |
| Champcella                    | 179                      | 30,25      | 6                | 05031      | 05310        |
| Freissinières                 | 189                      | 88,21      | 2                | 05058      | 05310        |
| L’Argentière-la-Bessée        | 2.278                    | 64,55      | 35               | 05006      | 05120        |
| La Roche-de-Rame              | 896                      | 40,53      | 22               | 05122      | 05310        |
| Les Vigneaux                  | 515                      | 15,99      | 32               | 05180      | 05120        |
| Puy-Saint-Vincent             | 270                      | 22,98      | 12               | 05110      | 05290        |
| Saint-Martin-de-Queyrières    | 1.122                    | 55,52      | 20               | 05151      | 05120        |
| Vallouise-Pelvoux             | 1.133                    | 144,81     | 8                | 05101      | 05290, 05340 |
| Kanton L’Argentière-la-Bessée | 6.582                    | 462,84     | 14               | 0501       | –            |

## Veränderungen im Gemeindebestand seit der landesweiten Neuordnung der Kantone
2017: Fusion Vallouise und Pelvoux → Vallouise-Pelvoux